# Il bambino cattivo
Il bambino cattivo è un film per la televisione del 2013, diretto da Pupi Avati e realizzato da Rai Fiction.
È stato trasmesso il 20 novembre 2013 in prima serata da Rai 1 e Rai HD, in occasione della Giornata internazionale per i diritti dell'infanzia e dell'adolescenza.
Il film è stato realizzato in collaborazione con l'Autorità garante per l'infanzia e l'adolescenza.

## Trama
Brando è un bambino di 11 anni che vive con i genitori nella sua nuova casa a Roma. I genitori, entrambi professori universitari, sono in conflitto da anni e il bambino è strumentalizzato da entrambi e coinvolto nei litigi e nelle recriminazioni: la madre Flora soffre di crisi depressive, mentre il padre Michele è un uomo immaturo e assente. La situazione si complica quando Michele comincia a frequentare Lilletta, una ragazza che conosceva da anni: a Brando viene chiesto di essere complice e di accettare e gestire quel tradimento, il che mette il bambino fortemente a disagio. Quando Michele lascia infine la casa, Flora tenta il suicidio e non si riprenderà più dalla sua crisi psicotica.
Per Brando inizia il periodo più difficile. Prima viene mandato dalla nonna paterna che, nonostante l'enorme affetto verso il nipote, non risulta in grado di occuparsi di lui. Alla fine Brando viene dichiarato abbandonato da un tribunale e viene affidato a una Casa Famiglia. Michele accetta questa decisione per evitare che il figlio venga affidato ai nonni materni, residenti a Catania, i quali non intendono occuparsi di lui, così come Lilletta, che nel frattempo si è trasferita in casa di Michele, e fa pressioni sul compagno affinché a Brando non sia permesso di vivere con loro.
L'arrivo in Casa Famiglia mette Brando in uno stato di profondo disagio, tanto che lui sviluppa un'enuresi che lo rende lo zimbello di altri bambini. Trova comunque sempre rifugio nell'idolatria verso i suoi eroi del Real Madrid e del wrestling. Una notte decide di fuggire e va in ospedale dalla madre malata che però, in preda alle sue allucinazioni, e presumibilmente ancora convinta a torto che Brando gradisse la relazione fra Michele e Lilletta, lo indica come "bambino cattivo" complice del padre, e per farlo cacciare lo accusa di furto davanti a un infermiere. Il bambino perde notizie anche della nonna, che forse non ha più modo di entrare in contatto con lui a causa degli assistenti sociali che l'hanno dichiarata inaffidabile, oppure forse si sta dimenticando di lui.
Dopo circa un anno di permanenza nella Casa Famiglia, Brando riceve la proposta di essere mandato in affido nella famiglia di un uomo che aveva conosciuto durante i traslochi nella sua ormai ex-casa. La coppia ha già perso un figlio di recente, e quindi, nonostante l'affettuosità che essi mostrano a Brando, il ragazzo li respinge, temendo di poter venire abbandonato un'altra volta e preoccupato all'idea che la coppia lo voglia solo usare come rimpiazzo per il figlio deceduto.
Alcuni mesi dopo Michele si ripresenta da Brando, che si aspetta buone notizie, convinto che il padre sia venuto a riportarlo a casa: invece Michele, che ormai appare del tutto disinteressato a Brando, si dimostra solo entusiasta per l'arrivo di un nuovo figlio che aspetta da Lilletta, e ribadisce a Brando di non avere intenzione di portarlo via dalla Casa Famiglia. A questo punto Brando accetta di essere mandato in affido alla coppia che aveva proposto di accoglierlo, non prima di aver ribadito a questa di non avere intenzione di essere considerato solo un sostituto del figlio morto e di non chiamarli mai mamma o papà. Nell'affetto che trova nella sua nuova famiglia, Brando torna ad essere di nuovo felice.

## Ascolti
| Messa in onda    | Telespettatori | Share  |
| ---------------- | -------------- | ------ |
| 20 novembre 2013 | 4.812.000      | 17,87% |